# António Carmo Pereira
António Maria do Carmo Pereira Júnior (Santa Maria Maior, Viana do Castelo, 1917 – Arcos de Valdevez, 1992), foi médico em Arcos de Valdevez, onde desempenhou durante quase meio século uma actividade clínica com grande destaque. Dez anos após a sua morte, a Câmara Municipal de Arcos de Valdevez promoveu uma homenagem pública, acompanhada de edição de livro onde foram reunidos os passos cruciais do seu percurso.  
Filho de António Maria do Carmo Pereira e de Ermelinda Alice de Melo, viveu a sua infância em Vilar de Mouros, Caminha. Frequentou o Liceu Rodrigues de Freitas no Porto, onde concluiu o 7º ano. Licenciou-se em 1939 em Farmácia, pela Universidade do Porto, e em Medicina e Cirurgia, 1947, pela Universidade de Coimbra. Casou com Maria Ana da Silva Dias Norton de Matos, filha de Tomaz Norton de Matos, médico, e sobrinha do general e político português Norton de Matos.

## Médico de Clínica Geral e Medicina Familiar
António Carmo Pereira faz parte da geração de médicos de Clínica Geral em Portugal que melhor interpretou o papel do que viria a ser a Medicina Geral e Familiar. Foi a geração de médicos que precedeu em Portugal a institucionalização da especialidade médica que, no contexto do Serviço Nacional de Saúde, teve como objecto o tratamento do ser humano de uma forma integrada e visto como um todo. Para além de ter exercido clínica geral no Hospital de Arcos de Valdevez, foi médico da Casa do Povo de Soajo e perito Médico-legal do Tribunal Judicial de Arcos de Valdevez.
No âmbito da prestação de cuidados primários de saúde, privilegiava o ser humano como ser único no seio de uma família, unidade inquestionável no suporte de cuidados de qualidade à pessoa doente. Como Médico de Família acompanhou a dinâmica familiar no sentido de dar uma melhor resposta aos problemas de saúde que afectavam as populações de um concelho territorialmente muito vasto e disperso, onde se impunha a adopção de uma verdadeira Saúde pública.
Numa época em que a Mortalidade infantil em Portugal era das mais elevadas da Europa, desenvolveu um trabalho muito assinalável nesta área, ao adquirir competências de obstetrícia, fazendo os partos no domicílio das parturientes. O panorama da Mortalidade infantil e da Saúde Materno-infantil, após a Revolução de Abril em Portugal viria a sofrer uma transformação radical, passando o Serviço Nacional de Saúde Português a garantir praticamente em todo o país assistência à maternidade em regime hospitalar.